# Izvestkove, Krasnohvardiiske
Izvestkove (în ucraineană Ізвесткове) este un sat în comuna Petrivka din raionul Krasnohvardiiske, Republica Autonomă Crimeea, Ucraina.

## Demografie
Componența lingvistică a localității Izvestkove
     Rusă (50%)
     Tătară crimeeană (26,43%)
     Ucraineană (20,7%)
     Alte limbi (0,96%)
Conform recensământului din 2001, majoritatea populației localității Izvestkove era vorbitoare de rusă (50%), existând în minoritate și vorbitori de tătară crimeeană (26,43%) și ucraineană (20,7%).